# 소테쓰 이즈미노선
소테쓰 이즈미노 선(일본어: 相鉄いずみ野線)은 사가미 철도의 철도 노선 가운데 하나이다.

## 역사
- 1976년 4월 8일: 후타마타가와 - 이즈미노 구간이 개통.
- 1990년 4월 4일: 이즈미노 - 이즈미 중앙 구간이 개통.
- 1999년 3월 10일: 이즈미 중앙 - 쇼난다이 구간이 개통.

## 운행 형태
특급(일본어: 特急 톳큐[*])은 낮에만 운전에서 가장 정차역이 적다.
쾌속(일본어: 快速 가이소쿠[*])은 저녁 만 몰고 본선 요코하마 역을 맺는다. 이즈미 선 안은 각 역에 정차한다.
각역정차(일본어: 各駅停車 가쿠에키 데샤[*])은 모든 역에 정차하는 열차이다.

## 차량

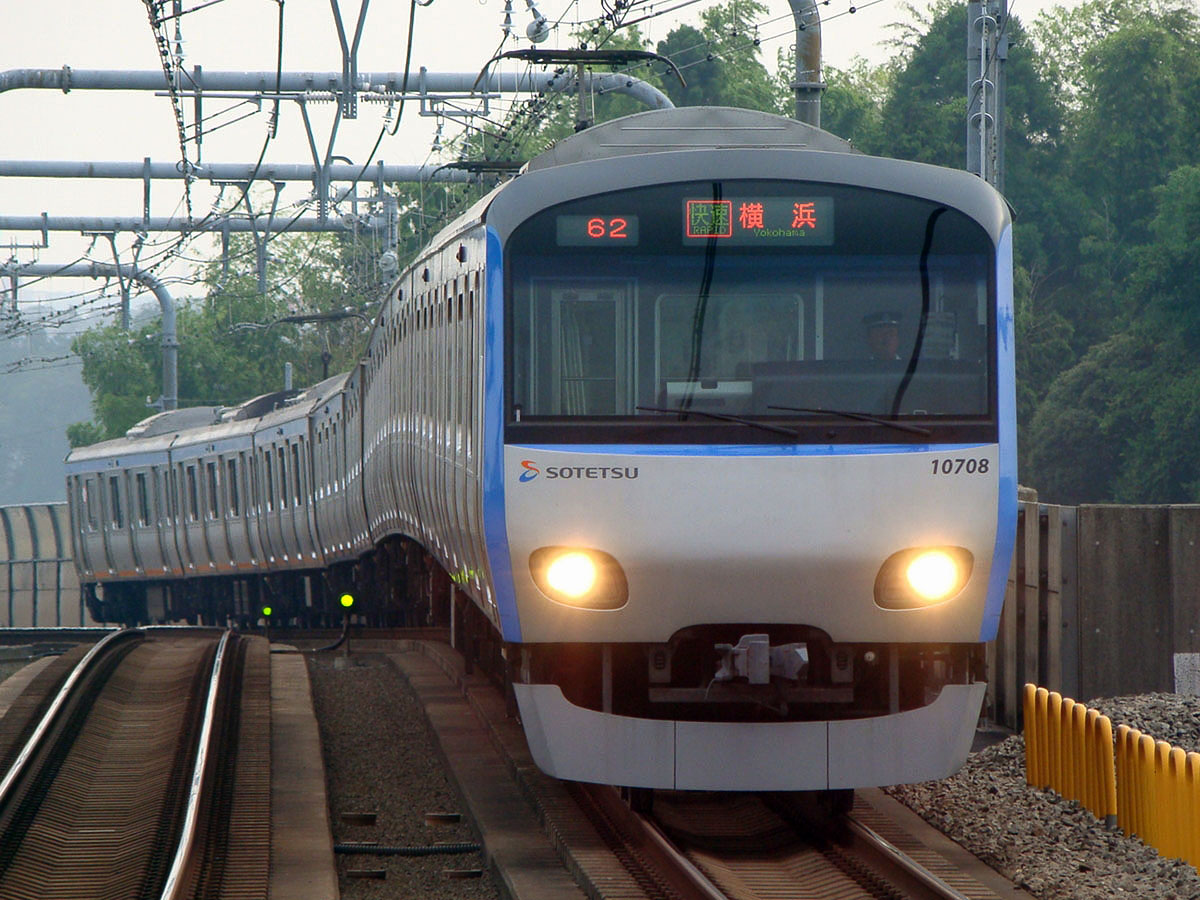
11000계
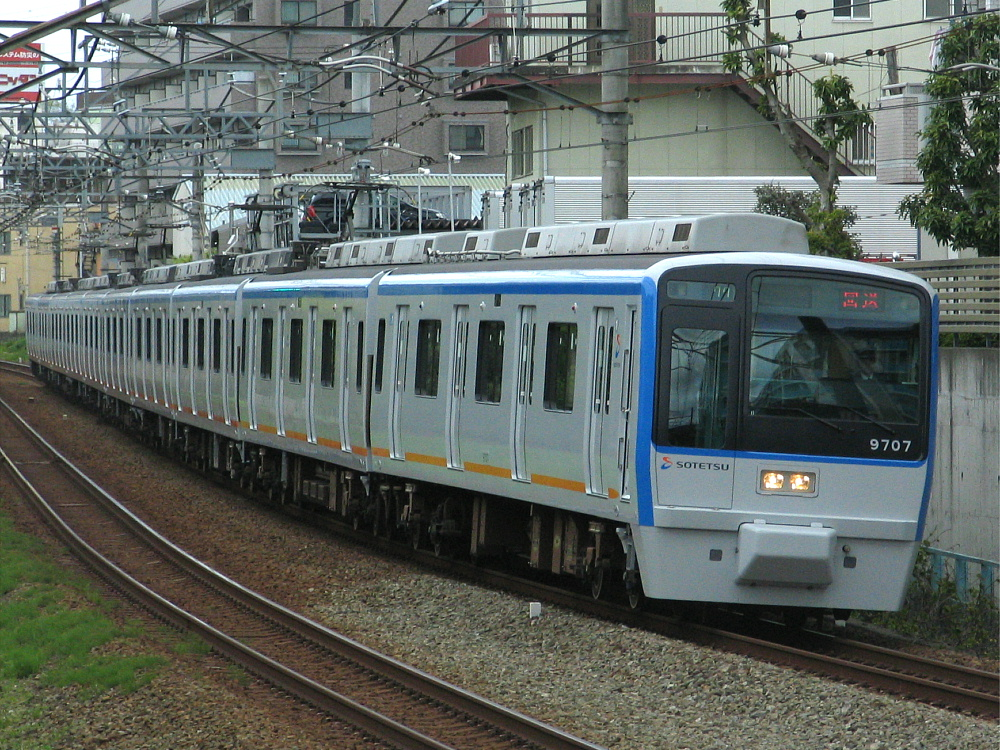
10000계
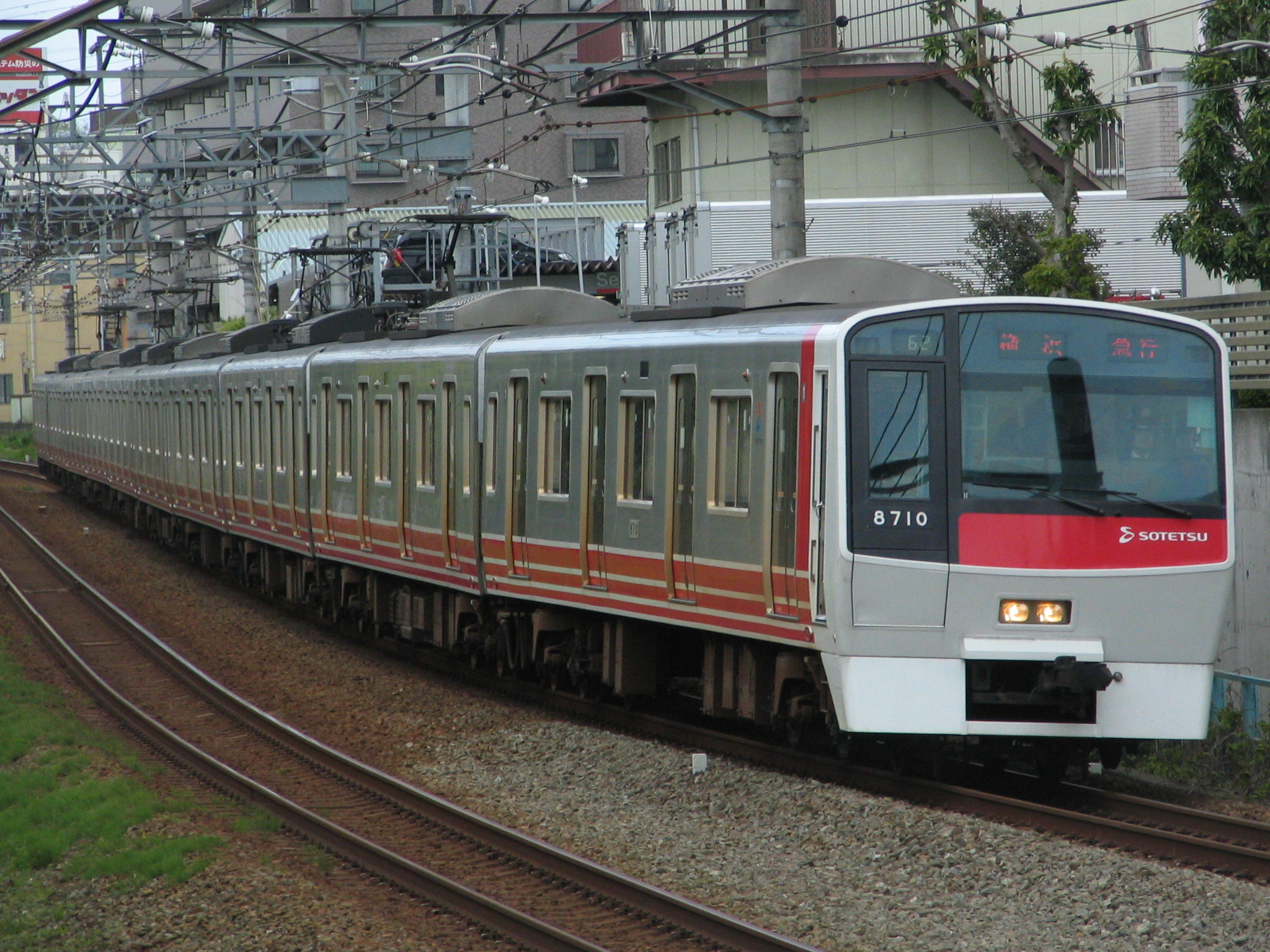
9000계
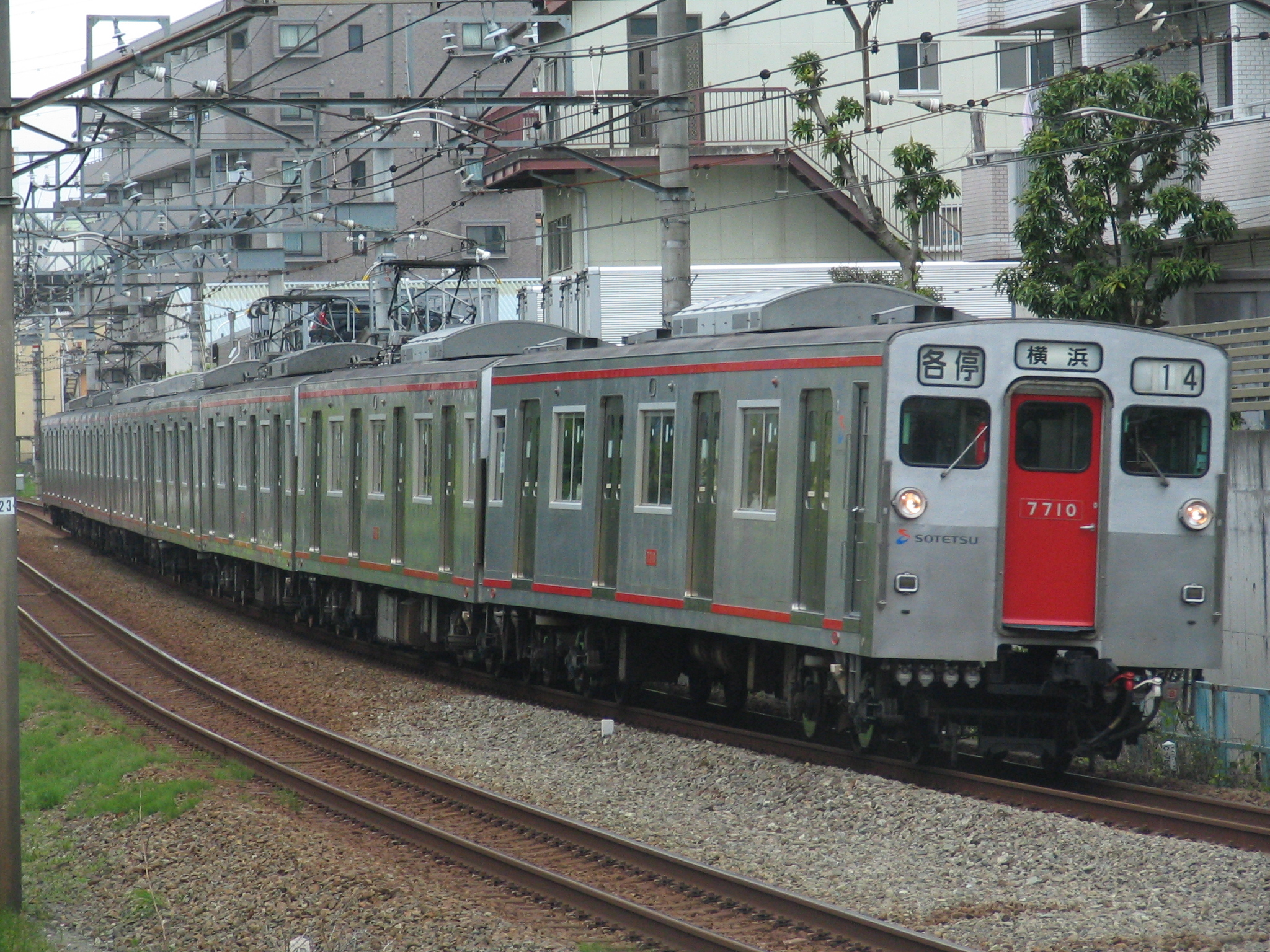
8000계
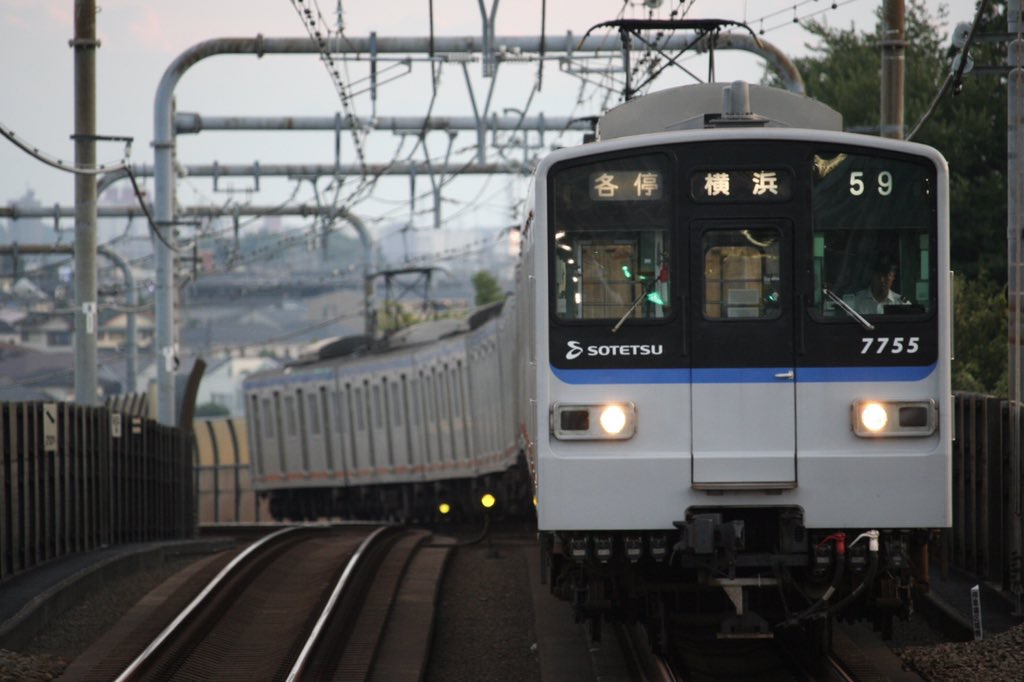
7000계·모야 700계
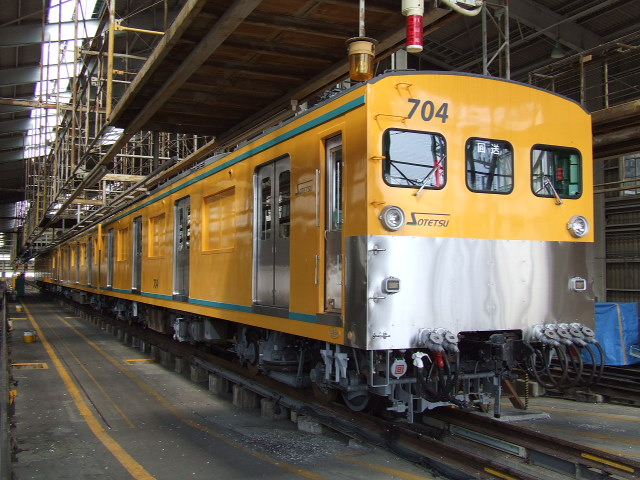
5000계

- 10000계
- 9000계
- 8000계(옛날 도색)
- 7000계(옛날 도색)
- 7000계(옛날 도색)
- 모야 700계(사업 전용 전동차)

## 역 목록
쾌속과 각역정차는 모든 역에 정차한다.
| 역 이름          | 일본어 이름 | 거리 (km) | 특급 | 접속 노선                                                   | 소재지     | 소재지     | 소재지     |
| ---------------- | ----------- | --------- | ---- | ----------------------------------------------------------- | ---------- | ---------- | ---------- |
| 후타마타가와     | 二俣川      | 0.0       | ●    | 본선 (요코하마 방면으로 직결 운행)                          | 가나가와현 | 요코하마시 | 아사히구   |
| 미나미마키가하라 | 南万騎が原  | 1.6       | ｜   |                                                             | 가나가와현 | 요코하마시 | 아사히구   |
| 료쿠엔토시       | 緑園都市    | 3.1       | ｜   | 이즈미구                                                    | 가나가와현 | 요코하마시 |            |
| 야요이다이       | 弥生台      | 4.9       | ｜   | 이즈미구                                                    | 가나가와현 | 요코하마시 |            |
| 이즈미노         | いずみ野    | 6.0       | ●    | 이즈미구                                                    | 가나가와현 | 요코하마시 |            |
| 이즈미추오       | いずみ中央  | 8.2       | ｜   | 이즈미구                                                    | 가나가와현 | 요코하마시 |            |
| 유메가오카       | ゆめが丘    | 9.3       | ｜   | 이즈미구                                                    | 가나가와현 | 요코하마시 |            |
| 쇼난다이         | 湘南台      | 11.3      | ●    | 오다큐 전철 에노시마 선 요코하마 시 교통국 지하철 블루 라인 | 가나가와현 | 후지사와시 | 후지사와시 |

쇼난다이 역에서부터 히라쓰카역에 연장할 계획이 있으나 공사는 아직 시작되지 않았다.